# Ranunculus brassii
Ranunculus brassii är en ranunkelväxtart som beskrevs av Hj. Eichl.. Ranunculus brassii ingår i släktet ranunkler, och familjen ranunkelväxter. Inga underarter finns listade i Catalogue of Life.